# Elish Angiolini
Pour les articles homonymes, voir Angiolini.
Elish Frances Angiolini, née McPhilomy le 24 juin 1960, est une avocate écossaise. Elle est la première femme solliciteur général pour l'Écosse, de 2001 à 2006. Depuis septembre 2012, elle est principale du St Hugh's College d'Oxford. Elle est vice-chancelière adjointe de l'université d'Oxford depuis 2017 et chancelière de l'université de l'Écosse de l'Ouest de 2013 à 2021.

## Biographie
Elish McPhilomy naît en 1960, à Govan, un quartier de Glasgow. Elle est la fille de Mary née Magill et de James McPhilomy, marchand de charbon. Elle fait ses études secondaires à l'école catholique de filles Notre Dame de Glasgow, puis s'inscrit à la faculté de droit de l'université de Strathclyde, où elle obtient un diplôme (Hons) en 1982 et un diplôme en pratique juridique en 1983. Elle épouse en 1985 Domenico Angiolini, le couple a deux fils.
Angiolini travaille comme substitut du procureur fiscal à Airdrie, puis en 1992, elle est détachée au Crown Office où elle a travaillé au secrétariat du Lord Advocate. Elle est ensuite Senior Depute Procurator Fiscal à Glasgow, et en 1995, elle est promue assistante du procureur fiscal à Glasgow.
En 1997, Angiolini est nommée au Crown Office. Elle est ensuite nommée procureur fiscal régional pour Grampian, Highland and Islands, à Aberdeen en 2000.
Angiolini est nommée solliciteur général pour l'Écosse en 2001,. Elle est nommée Lord Advocate en 2006, première femme nommée à cette fonction. Elle prête serment à la Court of Session le 12 octobre 2006 et elle est nommée peu après membre du Conseil privé. Elle est confirmée à son poste après les élections de 2007,.
Angiolini annonce sa démission en octobre 2010 et quitte ses fonctions après les élections de 2011.
Elle est nommée professeure invitée à la Strathclyde Law School, son ancienne université, en septembre 2011. Elle est ensuite nommée principale du St Hugh's College d'Oxford et prend ses fonctions en septembre 2012. Elle est chancelière de l'université de l'Écosse de l'Ouest de 2013 à 2021. Elle devient vice-chancelière adjointe de l'université d'Oxford en in 2017.

## Honneurs et distinctions
- 2011 : Dame Commandeur de l'ordre de l'Empire britannique (DBE)[14].
- 2011 : Special Achievement Award de l'Association internationale des procureurs[15].

- Elle est titulaire de doctorats honoris causa en droit des universités de Strathclyde, Glasgow Caledonian, Stirling, Aberdeen, St Andrews, Écosse de l'Ouest et de l'Open University[16].

- Elle est membre de la Royal Society of Arts[2] et de la Royal Society of Edinburgh (2017)[17].

- 2022 : Dame de l'ordre du Chardon (LT)[18]